# Parasimulium
Parasimulium là một chi ruồi đen được chia thành 2 phân chi và chứa 4 loài, phân bố ở phía tây Bắc Mỹ. Most species are rare, và some Canadian species are cave dwellers.

## Các loài
- Phân chi Astoneomyia Peterson, 1977

- P. melanderi Stone, 1963

- Phân chi Parasimulium Malloch, 1914

- P. crosskeyi Peterson, 1977
- P. furcatum Malloch, 1914
- P. stonei Peterson, 1977